# 吉拉德 (伊利諾伊州)
吉拉德（英語：Girard）是一個位於美國伊利諾伊州馬庫平縣的城市。

## 地理
吉拉德的座標為39°26′45″N 89°46′53″W / 39.44583°N 89.78139°W，而該地的平均海拔高度為204米（即669英尺）。

## 人口
根據2010年美國人口普查的數據，吉拉德的面積為2.42平方千米，當中陸地面積為2.42平方千米，而水域面積為0.00平方千米。當地共有人口2103人，而人口密度為每平方千米869.01人。